# Tibetaanse leeuwerik
De Tibetaanse leeuwerik (Calandrella acutirostris) is een vogel uit de familie van de leeuweriken (Alaudidae).

## Verspreiding en leefgebied
Deze soort komt voor in het zuidelijke deel van Centraal-Azië en telt twee ondersoorten:
- C. b. acutirostris: van noordoostelijk Iran en oostelijk Kazachstan tot westelijk China.
- C. b. tibetana: van noordoostelijk Pakistan tot het Tibetaans Hoogland.

## Status
De grootte van de populatie is niet gekwantificeerd maar de soort wordt omschreven als schaars tot algemeen. Op de Rode lijst van de IUCN heeft deze soort de status niet bedreigd.